# Narkhed
Narkhed là một thành phố và là nơi đặt hội đồng đô thị (municipal council) của quận Nagpur thuộc bang Maharashtra, Ấn Độ.

## Địa lý
Narkhed có vị trí 17°54′B 75°41′Đ / 17,9°B 75,68°Đ Nó có độ cao trung bình là 462 mét (1515 feet).

## Nhân khẩu
Theo điều tra dân số năm 2001 của Ấn Độ, Narkhed có dân số 21.536 người. Phái nam chiếm 51% tổng số dân và phái nữ chiếm 49%. Narkhed có tỷ lệ 72% biết đọc biết viết, cao hơn tỷ lệ trung bình toàn quốc là 59,5%: tỷ lệ cho phái nam là 77%, và tỷ lệ cho phái nữ là 67%. Tại Narkhed, 12% dân số nhỏ hơn 6 tuổi.